# Piper adamatum
Piper adamatum är en pepparväxtart som beskrevs av Trel. & Standley. Piper adamatum ingår i släktet Piper och familjen pepparväxter. Inga underarter finns listade i Catalogue of Life.